# Stenotabanus cribellum
Stenotabanus cribellum är en tvåvingeart som först beskrevs av Osten Sacken 1886.  Stenotabanus cribellum ingår i släktet Stenotabanus och familjen bromsar. Inga underarter finns listade i Catalogue of Life.